# سوزان سامرس
 سوزان سامرس (به انگلیسی: Suzanne Somers) زادهٔ ۱۶ اکتبر ۱۹۴۶ – درگذشتهٔ ۱۵ اکتبر ۲۰۲۳) یک هنرپیشه، و مانکن اهل ایالات متحده آمریکا بود. وی از سال ۱۹۶۳ تا ۲۰۲۳ میلادی مشغول فعالیت بود.
از فیلم‌ها یا برنامه‌های تلویزیونی که وی در آن نقش داشته است می‌توان به دیوارنویسی آمریکایی، بگو اینطور نیست و سریال مام اشاره کرد.

سوزان سامرس در ۱۵ اکتبر ۲۰۲۳، یک روز پیش از ۷۷ سالگی‌اش بر اثر سرطان پستان درگذشت.